# Jakabův palác
Jakabův palác je budova v Košicích stojící u koryta někdejšího Mlýnského náhonu na rohu Mlýnské a Štefánikovy ulice.

## Historie
Budovu sám pro sebe navrhl stavitel Peter Jakab, autor mnoha eklektických budov. Stavba byla dokončena v roce 1899. Při stavbě byly použity i vyřazené kamenné části z Dómu svaté Alžběty, při jehož rekonstrukci získal Jakab stavební materiál. Do roku 1968 palác stál na břehu Mlýnského náhonu, čímž byla vytvořena nádherná idyla. Náhon byl však v roce 1968 zrušen a palác od té doby stojí na okraji rušné čtyřproudé komunikace.

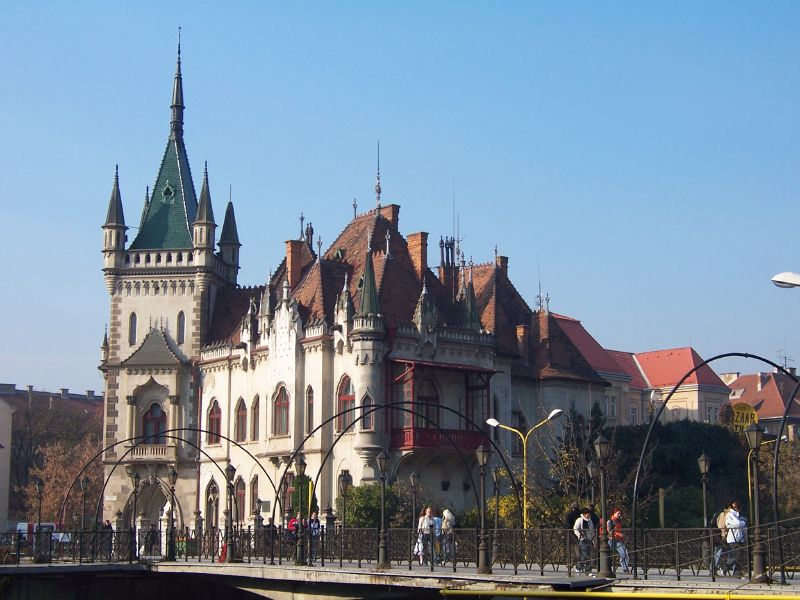
Jakabův palác

Palác vlastnil Peter Jakab do své smrti (počátkem 20. století), když se Jakabovci v roce 1908 odstěhovali z Košic, prodali palác Hugovi Barkányimu. Po druhé světové válce palác přešel do majetku města. Po roce 1989 byl na palác uplatněn restituční nárok od Kataríny Póšové - dcery Huga Barkányiho. V roce 1996 soud rozhodl, že Jakabov palác patří do dědictví po Barkányiových, v roce 1999 naopak rozhodl, že nepatří a v roce 2001 zase, že patří. Město Košice rozsudek napadlo.
V roku 2005 soud rozhodl, že palác patří městu Košice, ale údajná majitelka se proti tomuto rozhodnutí odvolala.
Po osvobození města Sovětskou armádou byl nějaký čas sídlem prezidenta Československa Edvarda Beneše. V letech 1992–2000 v budově sídlila Britská rada (British Council). 
K roku 2024 je budova využívána k významným společenským akcím.